# Mario Kröpfl (Fußballspieler, 1989)
Mario Kröpfl (* 21. Dezember 1989 in Klagenfurt) ist ein österreichischer Fußballspieler auf der Position eines Mittelfeldspielers.

## Karriere
Kröpfl begann seine Karriere als Fußballspieler 1996 beim ATUS Pörtschach in Kärnten. 2001 wechselte er zum FC Kärnten nach Klagenfurt. Nach sechs Jahren ging er 2007 zum neugegründeten SK Austria Kärnten, dessen Akademie er bis 2008 besuchte. Ab Juli 2008 kam Kröpfl bei den Amateuren des Vereins zum Einsatz. Am 21. Mai 2009 kam er unter Trainer Frenkie Schinkels zu seinem Bundesligadebüt: In der Partie gegen die SV Ried wurde Kröpfl in der 61. Spielminute für Stefan Hierländer eingewechselt; das Spiel endete mit einer 1:2-Niederlage. Im Sommer 2010 wechselte er nach dem Konkurs und dem Abstieg der Austria zum FC Gratkorn in die zweithöchste österreichische Spielklasse. Nach dem Abstieg der Steirer wechselte er im Sommer 2011 zum Zweitligisten Wolfsberger AC. Mit dem WAC konnte er 2012 in die Bundesliga aufsteigen. 2014 schloss er sich dem Zweitligisten SV Horn an. Zur Saison 2015/16 wechselte er zum Regionalligisten SV Lafnitz. Mit den Lafnitzern konnte er 2017/18 als Meister der Regionalliga Mitte in die 2. Liga aufsteigen. In dreieinhalb Jahren bei Lafnitz in der 2. Liga kam er zu 93 Einsätzen, in denen er 29 Tore erzielte.
Nach sechseinhalb Jahren beim Verein wechselte er im Jänner 2022 zum Bundesligisten TSV Hartberg, bei dem er einen bis Juni 2024 laufenden Vertrag erhielt. In zweieinhalb Jahren kam er zu 14 Bundesligaeinsätzen in Hartberg. Nach der Saison 2023/24 verließ er den TSV.
Im Anschluss beendete er seine Profikarriere und wechselte zur Saison 2024/25 zum viertklassigen ATUS Velden.